# キッコウハグマ
キッコウハグマ（亀甲白熊、学名：Ainsliaea apiculata）は、キク科モミジハグマ属の多年草 。

## 特徴
地下茎は細長く、地中を横にはう。茎は直立し、高さは10-30cmになる。葉は茎の下部にやや輪生状に5-11枚つき、葉身の約2倍の長さになる葉柄があり、葉身は長さ1-3cmの心形、まれに腎形または卵形で、5角形になり、または5浅裂し、葉の両面に長い毛が生える。
花期は9-10月。頭状花序は総状または複総状に10個内外つき、花柄は長さ1-5mmある。総苞は長さ10-15mmになる狭い筒形、総苞片は多列あり、覆瓦状に並ぶ。頭花は3個の筒状花からなり、花冠は白色で5裂し、花冠の長さは9mm、筒部は4.5mmになる。各頭花は3個の小花が合体し、一見15裂した白い裂片と3個の雌蕊からなる一輪の花のように見える。また、しばしば花冠が開かずに自花受粉して結実する閉鎖花をつける。果実は長さ4.5mmになる痩果で密毛があり、上端に長さ7mmになる冠毛がある。

## 分布と生育環境
日本では、北海道南部、本州、四国、九州に分布し、低山から山地の森林内のやや乾いた木陰に生育する。日本以外では、朝鮮半島南部に分布する。一面にコケの生えた様な場所に多く、それに沈む様にして生えるのもよく見かける。小柄なので、花が咲いたときだけ目立つ。

## 和名の由来
キッコウハグマは、「亀甲白熊」のことで、「亀甲（きっこう）」は、葉が5角形で、これを亀の甲羅、「亀甲」に見立てた。また、「白熊（はぐま）」とは、ヤクの尾の毛でつくった飾りをいい、兜、槍の白い飾りや僧が使う払子に使われた。花冠の細長い裂片のようすを白熊（はぐま）に見立てた。

## ギャラリー
- 檜洞丸、2006年10月29日撮影
- 葉の形は5角形になり、「亀甲」の名の由来となる。
- 頭花は先が深く5裂した3個の筒状花からなるため、一見15裂した裂片と3個の雌蕊からなる一輪の花のように見える。
- 閉鎖花が結実し、冠毛がある痩果となったもの。

## 下位分類
- リュウキュウハグマ Ainsliaea apiculata Sch.Bip. var. acerifolia Masam.
- タマゴバキッコウハグマ Ainsliaea apiculata Sch.Bip. var. ovatifolia Masam.